# معاهده ۱۸۱۸

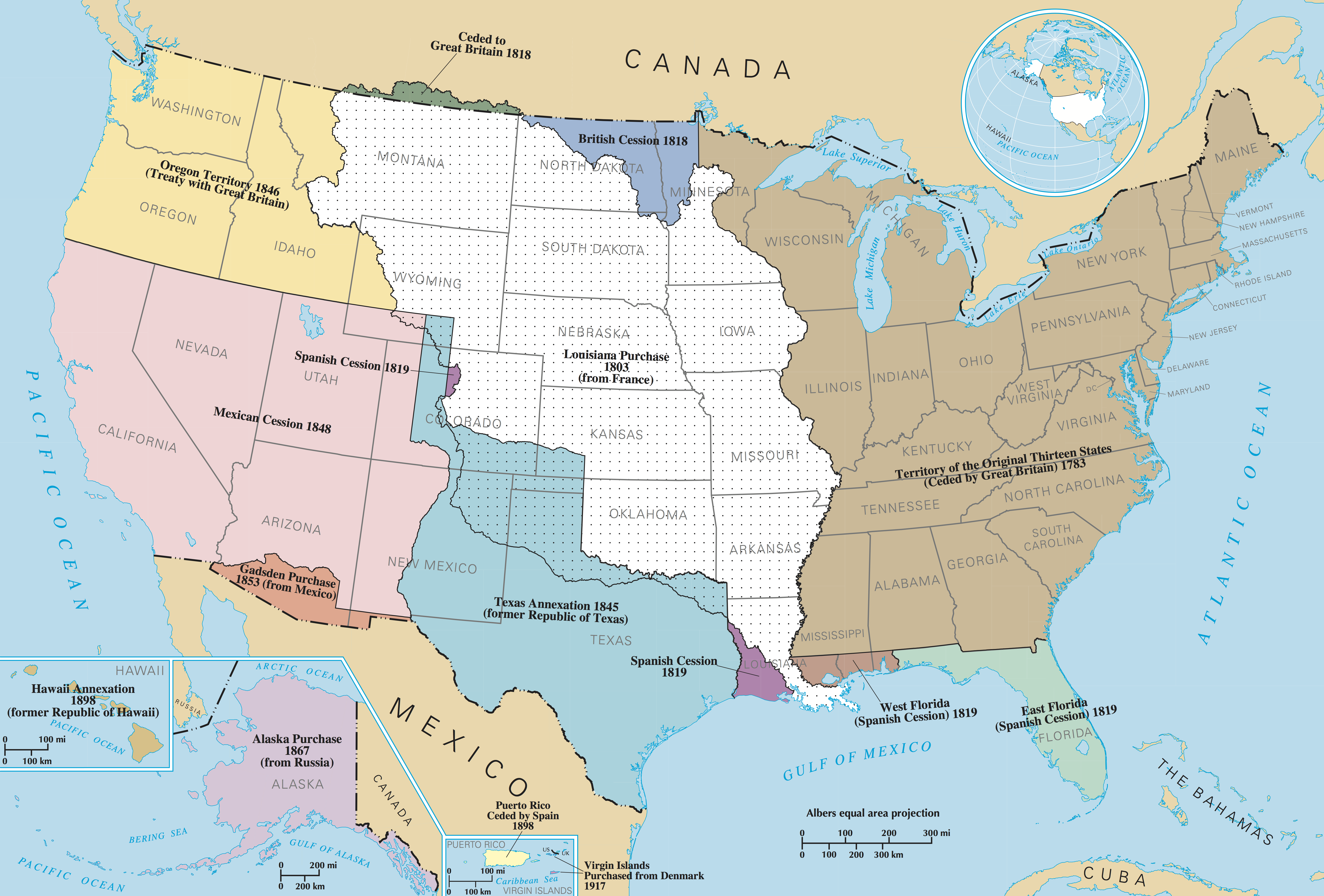
نقشه کشورهای تحت معاهده مربوط به صیادی‌ها، مرز و بازگرداندن بردگان

معاهده مربوط به صیادی‌ها، مرز و بازگرداندن بردگان، شناخته شده همچنین به عنوان معاهده لندن، معاهده انگلیسی-آمریکایی ۱۸۱۸، معاهده ۱۸۱۸ یا صرفاً معاهده ۱۸۱۸، یک معاهده بین‌المللی است که در سال ۱۸۱۸ بین ایالات متحده و بریتانیا امضا شد. این معاهده مسائل مرزی بین دو ملت را حل کرد. این معاهده اجازه اشغال و استقرار مشترک سرزمین اورگن را می‌داد، که در تاریخ بریتانیا و در تاریخ کانادا به عنوان ناحیه کلمبیای هادسونز بی کامپنی، و شامل بخش جنوبی ناحیه خواهرش نیو کلدونیا، شناخته می‌شود.
دو کشور با یک خط مرزی دربرگیرنده مدار ۴۹ درجه شمالی موافقت کردند، تا حدی به این خاطر که نقشه‌برداری مرزهای مستقیم آسان‌تر از مرزهای از قبل موجود مبتنی بر حوضه‌های آبخیز بود. این معاهده آخرین باری بود که بریتانیا در جایی که اکنون ایالات متحده قاره ای نامیده می‌شود قلمروی گسترده‌ای از دست داد و اولین باری است که ایالات متحده از قلمرو آمریکای شمالی به یک قدرت خارجی به‌طور دائمی و قابل توجه زمین واگذار کرد، که دومینش معاهده Webster-Ashburton در سال ۱۸۴۲ است. بریتانیایی‌ها تمام سرزمین روپرت را در جنوب مدار ۴۹ شمالی و شرق تقسیم قاره ای، از جمله کلنی رد ریور در جنوب آن عرض جغرافیایی را واگذار کردند، در حالی که ایالات متحده شمالی‌ترین لبه قلمروی میسوری را در شمال مدار ۴۹ درجه شمالی واگذار کرد.